# Flughafen Košice

i8
i11
i13
Der Flughafen Košice (slow. Medzinárodné letisko Košice, IATA-Code: KSC, ICAO-Code: LZKZ) ist der internationale Verkehrsflughafen der slowakischen Stadt Košice.

## Lage und Verkehrsanbindung
Der Flughafen liegt etwa sechs Kilometer südlich vom Košicer Stadtzentrum auf dem Gebiet des Stadtteils Barca. Etwa zwei Kilometer westlich verlaufen die Europastraßen 58 und 571, an die der Flughafen über drei bzw. zwei Anschlussstellen angebunden ist. Zusätzlich befindet sich zweieinhalb Kilometer nordöstlich eine Auffahrt auf die I/17.
Mit dem öffentlichen Personennahverkehr bestehen Verbindungen zum Stadtzentrum. Die Route wird von der Buslinie 23 bedient. Parkplätze und Taxis ergänzen die Verkehrsanbindung.

## Eigentümer
Flughafenbetreiber ist das Unternehmen Letisko Košice - Airport Košice, a.s. Seit der Privatisierung im Jahr 2006 ist der Flughafen Wien-Betriebsgesellschaft gemeinsam mit Raiffeisen International Mehrheitseigentümer. 34 % blieben in slowakischen Staatsbesitz. Vom österreichischen Anteil hält der Wiener Flughafen 80,95 % und Raiffeisen 19,05 %

## Infrastruktur
Der 1950 erbaute Flughafen hat eine Start- und Landebahn 01/19 mit 3100 Metern Länge auf einer Höhe von 230 m n.m. Er ist 24 Stunden im Betrieb. IFR-Anflug ist durchgängig möglich, wobei das ILS (CAT II) nur die Richtung 01 abdeckt. Das Hauptgebäude wurde im Dezember 2004 komplett umgebaut und modernisiert. Es gibt ein Terminalgebäude.

## Geschichte
Der seinerzeitige Militärflugplatz Košice war seit Ende der 1950er Jahre das fliegerische Ausbildungszentrum der Luftstreitkräfte der Tschechoslowakei. Auch nach der Auflösung der ČSFR 1993 wurde er von den Luftstreitkräften der Slowakischen Republik, Veliteľstvo vzdušných síl OS SR (VVzS) weitergenutzt. Das hier stationierte 2. fliegerische Ausbildungsregiment, 2. Letecký Školský Pluk (2LSP), wurde in 5. Letecký Školský Pluk umbenannt.
Mitte der 1990er Jahre wurde das Regiment zum Flugausbildungszentrum, Výcvikové Stredisko Letectva, dem auch das mit L-39C/V ausgerüstete Kunstflugteam "Biele Albatrosy" unterstand. Ende der 1990er Jahre wurde ein Teil der L-29 Flotte außer Dienst gestellt und einige weitere wurden in Malacky noch einige Jahre weiterbetrieben. Im Zuge einer weiteren Umorganisation wurde das Flugausbildungszentrum im September 2001 aufgelöst und die verbliebene L-39C/V Trainingstaffel der Luftwaffenakademie Vojenská Letecká Akadémia in Košice direkt unterstellt. Im Jahr 2004 gaben die VVzS den Standort schließlich komplett auf.
Im Jahr 2006 wurden 343.818 Passagiere und 448 Tonnen Frachtgut abgefertigt. Im Jahr 2008 waren es bereits 590.919 Passagiere. Im Zuge der Wirtschaftskrise gingen die Passagierzahlen allerdings wieder auf 235.754 im Jahr 2012 zurück. Bis 2019 erhöhten sie sich wieder auf 558.064. Nach einem durch die COVID-19-Pandemie bedingten Einbruch konnten im Jahr 2024 739.010 Passagiere abgefertigt werden.

## Fluggesellschaften und Ziele
Der Flughafen Košice wird von Austrian Airlines, LOT, Ryanair, Swiss und Wizz Air UK genutzt. Es werden Linienflüge zu europäischen Zielen angeboten. Daneben bieten weitere Fluggesellschaften, wie zum Beispiel Smartwings, Charterflüge zu Zielen in Afrika, Asien und weiteren Zielen in Europa angeboten.

## Verkehrszahlen
| Jahr | Passagierzahlen | Luftfracht (Tonnen) | Flugbewegungen |
| ---- | --------------- | ------------------- | -------------- |
| 2024 | 739.010         |                     |                |
| 2023 | 625.053         |                     |                |
| 2022 | 542.864         |                     |                |
| 2021 | 172.489         |                     |                |
| 2020 | 97.382          |                     |                |
| 2019 | 558.064         |                     |                |
| 2018 | 542.026         |                     |                |
| 2017 | 496.708         | 106                 | 10.662         |
| 2016 | 436.696         | -                   | -              |
| 2015 | 410.449         | -                   | -              |
| 2014 | 356.750         | -                   | -              |
| 2013 | 237.165         | -                   | -              |
| 2012 | 235.754         | -                   | -              |
| 2011 | 266.421         | -                   | -              |
| 2010 | 267.060         | -                   | -              |
| 2009 | 352.460         | -                   | -              |
| 2008 | 590.919         | -                   | -              |
| 2007 | 443.448         | -                   | -              |

## Zwischenfälle
- Am 29. Juli 1950 brach in einer Douglas DC-3C der tschechoslowakischen CSA (Luftfahrzeugkennzeichen OK-WAB) ein Feuer aus. Die Maschine stürzte nahe dem Flughafen Košice ab. Der Kapitän kam ums Leben, der Erste Offizier überlebte mit leichten Verletzungen. Sie waren die einzigen Insassen.[14]

- Am 5. August 1950, nur sieben Tage später,  prallte eine Douglas DC-3/C-47A-45-DL der CSA (OK-WDV) im Endanflug auf den Flughafen Košice gegen die Böschung einer Bahnlinie und wurde irreparabel beschädigt. Alle 23 Insassen, drei Besatzungsmitglieder und 20 Passagiere, überlebten den Unfall.[15]

- Am 19. Januar 2006 wurde eine Antonow An-24 der slowakischen Luftstreitkräfte (5605) gegen 19:30 während des Landeanflugs auf den Flughafen Košice im Nebel gegen einen 700 Meter hohen Berg in einem schwer zugänglichen Waldgebiet geflogen, das zur nordostungarischen Gemeinde Hejce gehört. Die Maschine hatte überwiegend slowakische KFOR-Soldaten an Bord, die nach sechs Monaten Einsatz im Kosovo von Priština aus nach Hause flogen. Bei diesem CFIT (Controlled flight into terrain) wurden 42 von 43 Insassen getötet (siehe auch Flugunfall einer Antonow An-24 bei Hejce).[16]